# Paul Borowski
Paul Borowski, född den 19 mars 1937 i Rostock, och död den 22 december 2012 i Rostock, var en östtysk seglare.
Han tog OS-silver i drake i samband med de olympiska seglingstävlingarna 1972 i München.